# Kyōka
Le kyōka (狂歌) est un style de poésie japonaise proche du waka comique qui fut très prisé pendant l'époque d'Edo. Nommé « chant sans rime ni raison » ou « poésie folle », il permet des structures plus libres en pieds, en rimes et en niveau de langage. Aussi, ce style autorise des mots d'origine chinoise ou des mots vulgaires.
Souvent, les titres des kyōka parodiaient les grandes œuvres classiques et les signatures loufoques cachaient des auteurs réputés ou personnes importantes.
Les styles de kyōka comprennent la satire, la parodie, le grivois, le burlesque, le calembour et parfois même le non-sens.
Si l'année était bonne,

J'abriterais encore une mouche

Sur ma pitance
— Issa
Hokusai lui-même a illustré un recueil de kyōka nommé Le Char des poèmes kyôka de la rivière Isuzu. De cinquante poètes élégants, un poème (風流五十人一首五十鈴川狂歌車, Fūryū gojyū nin isshu Isuzu-gawa kyōka sha).